# ᶽ
Cette page contient des caractères spéciaux ou non latins. S’ils s’affichent mal (▯, ?, etc.), consultez la page d’aide Unicode.
ᶽ, appelée z bouclé en exposant, z bouclé supérieur ou lettre modificative z bouclé, est un ancien symbole de l’alphabet phonétique international. Il est formé de la lettre latine z bouclé ‹ ʑ › mise en exposant.

## Utilisation
Dans certaines transcriptions de l’alphabet phonétique international (API), non standard depuis 1989, ‹ ᶽ › est utilisé après le symbole d’une consonne occlusive voisée pour indiquer une consonne affriquée, par exemple la consonne affriquée palatale voisée [ɟᶽ] dans la transcription du semelai [ɟᶽaluː] «c ochon », notée [ɟʝ] ou [ɟ͡ʝ] avec l’API ; ou après le symbole d’une consonne occlusive voisée pour indiquer une consonne affriquée alvéolo-palatale voisée [dᶽ], notée [dʑ] ou [d͡ʑ] avec l’API.

par exemple la consonne pré-occlusive nasale bilabiale voisée [ᵇm] , notée [bm] ou [b͡m] avec l’API

## Représentations informatiques
La lettre modificative z bouclé peut être représenté avec les caractères Unicode suivants (extensions phonétiques - supplément) :
| formes       | représentations | chaînes de caractères | points de code | descriptions                           | note                            |
| ------------ | --------------- | --------------------- | -------------- | -------------------------------------- | ------------------------------- |
| modificative | ᶽ               | ᶽ                     | U+1DBD         | lettre modificative minuscule z bouclé | codé pour le symbole phonétique |

## Sources
- (en) Niclas Burenhult, « Jahai phonology: A preliminary survey », Mon-Khmer Studies, vol. 31,‎ 2001, p. 29-45 (mksjournal.com, sealang.net)
- (en) Peter Constable, Revised Proposal to Encode Additional Phonetic Modifier Letters in the UCS, 1er février 2004 (lire en ligne)
- (en) International Phonetic Association, « Report on the 1989 Kiel Convention », Journal of the International Phonetic Association, vol. 19, no 2,‎ 1989, p. 67-80 (DOI 10.1017/S0025100300003868)
- (en) International Phonetics Association, Handbook of the International Phonetics Association : a guide to the use of the International Phonetic Alphabet, Cambridge, Cambridge University Press, 1999, 204 p. (ISBN 0-521-63751-1 et 0-521-65236-7, lire en ligne)
- (en) Hyunsoon Kim, « A phonetically based account of phonological stop assibilation », Phonology, vol. 18, no 1,‎ 2001, p. 81-108 (DOI 10.1017/S095267570100402X, JSTOR 4420189)